# Сельское поселение Марьевка
Сельское поселение Марьевка — муниципальное образование в Пестравском районе Самарской области.
Административный центр — село Марьевка.

## Административное устройство
В состав сельского поселения Марьевка входят:
- село Марьевка,
- село Плодосовхоз,
- село Черненькое.